# Trembleur Lake
Trembleur Lake är en sjö i Kanada.   Den ligger i provinsen British Columbia, i den centrala delen av landet, 3 600 km väster om huvudstaden Ottawa. Trembleur Lake ligger 684 meter över havet. Arean är 117 kvadratkilometer. Den sträcker sig 15,6 kilometer i nord-sydlig riktning, och 30,2 kilometer i öst-västlig riktning.
I omgivningarna runt Trembleur Lake växer i huvudsak barrskog. Trakten runt Trembleur Lake är nära nog obefolkad, med mindre än två invånare per kvadratkilometer.